# Spiliazéza
Spiliazéza (Spiliazeza) är en ort i Grekland.   Den ligger i prefekturen Nomarchía Anatolikís Attikís och regionen Attika, i den sydöstra delen av landet, 40 km sydost om huvudstaden Aten. Spiliazéza ligger 142 meter över havet och antalet invånare är 144.
Terrängen runt Spiliazéza är kuperad västerut, men åt sydost är den platt. Havet är nära Spiliazéza åt nordost.  Närmaste större samhälle är Kalývia Thorikoú, 14,1 km väster om Spiliazéza. 